# When I Looked at Him
"When I Looked at Him" (em português:  Quando Eu Olhei para Ele) é o segundo single do álbum What You Don't Know, lançado pelo grupo de freestyle Exposé em 1989. A canção foi escrita e produzida pelo fundador do grupo, Lewis A. Martineé. Os vocais principais são cantados por Jeanette Jurado. A canção é uma balada que tem uma forma e estrutura do single número #1 do grupo, "Seasons Change", muito diferente dos outros singles que tem um som mais voltado ao dance-pop.
A canção obteve a melhor posição nos Países Baixos, onde chegou a #5. Nos Estados Unidos a canção foi outro grande sucesso para o grupo, chegando a posição #10.

## Faixas
| N.º | Título                                                                  | Duração |  |
| 1.  | "When I Looked at Him" (Single Version)                                 | 4:27    |  |
| 2.  | "When I Looked at Him" (Suave Mix)                                      | 4:00    |  |
| 3.  | "Megamix - "Point of No Return" - "Come Go with Me" - "Exposed to Love" | 10:10   |  |

## Desempenho nas paradas musicais
| Parada musical (1989)               | Melhor posição |
| ----------------------------------- | -------------- |
| Canadá (RPM Retail Singles)         | 29             |
| Canadá (RPM Top 100 Singles)        | 18             |
| Estados Unidos (Adult Contemporary) | 3              |
| Estados Unidos (Billboard Hot 100)  | 10             |
| Países Baixos (MegaCharts)          | 5              |

| Parada de fim de ano (1989) | Melhor posição |
| --------------------------- | -------------- |
| Países Baixos (MegaCharts)  | 68             |